# Драйкірхен
Драйкірхен (нім. Dreikirchen) — громада в Німеччині, розташована в землі Рейнланд-Пфальц. Входить до складу району Вестервальд. Складова частина об'єднання громад Вальмерод.
Площа — 3,70 км2. Населення становить 1014 ос. (станом на 31 грудня 2020).

## Галерея

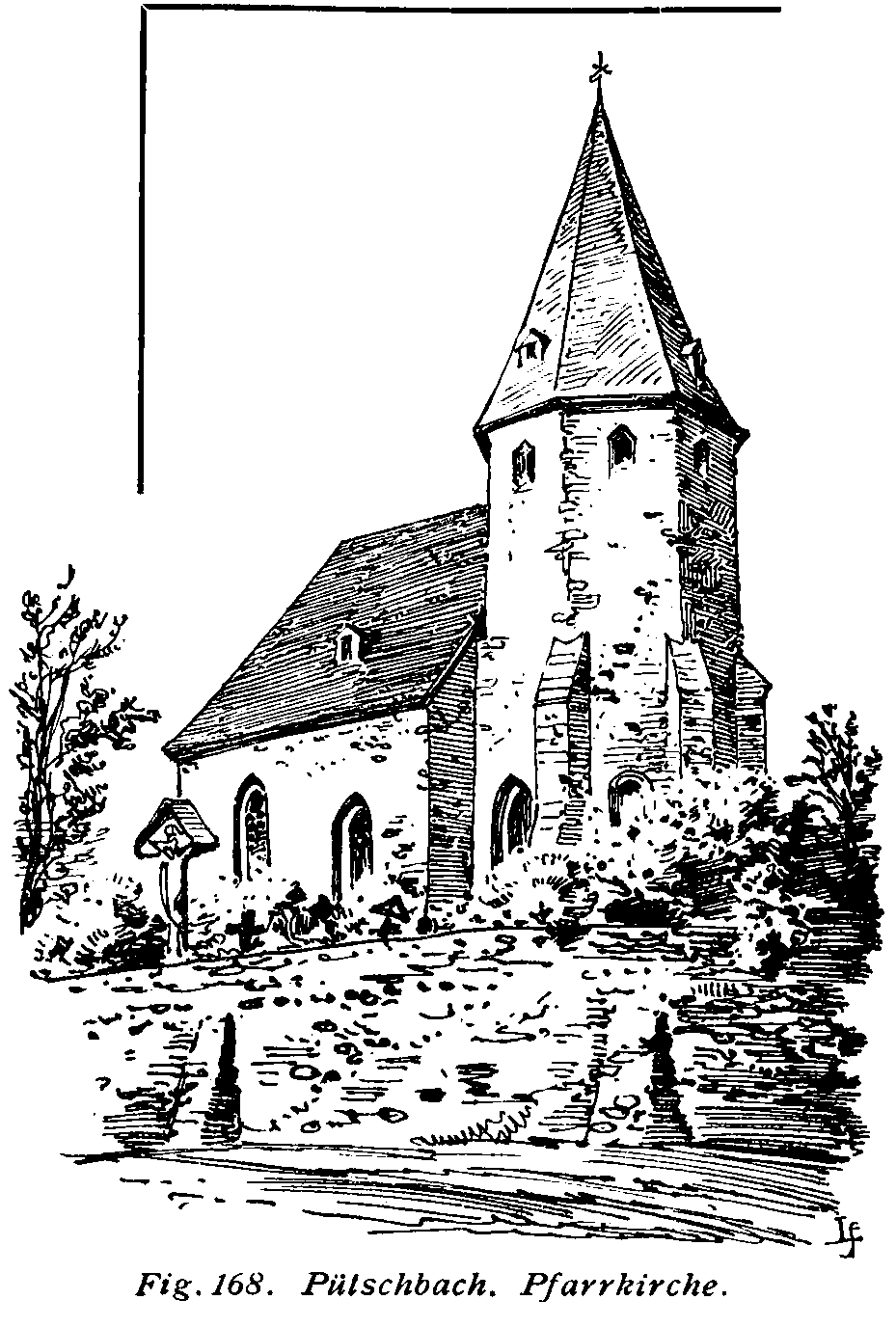
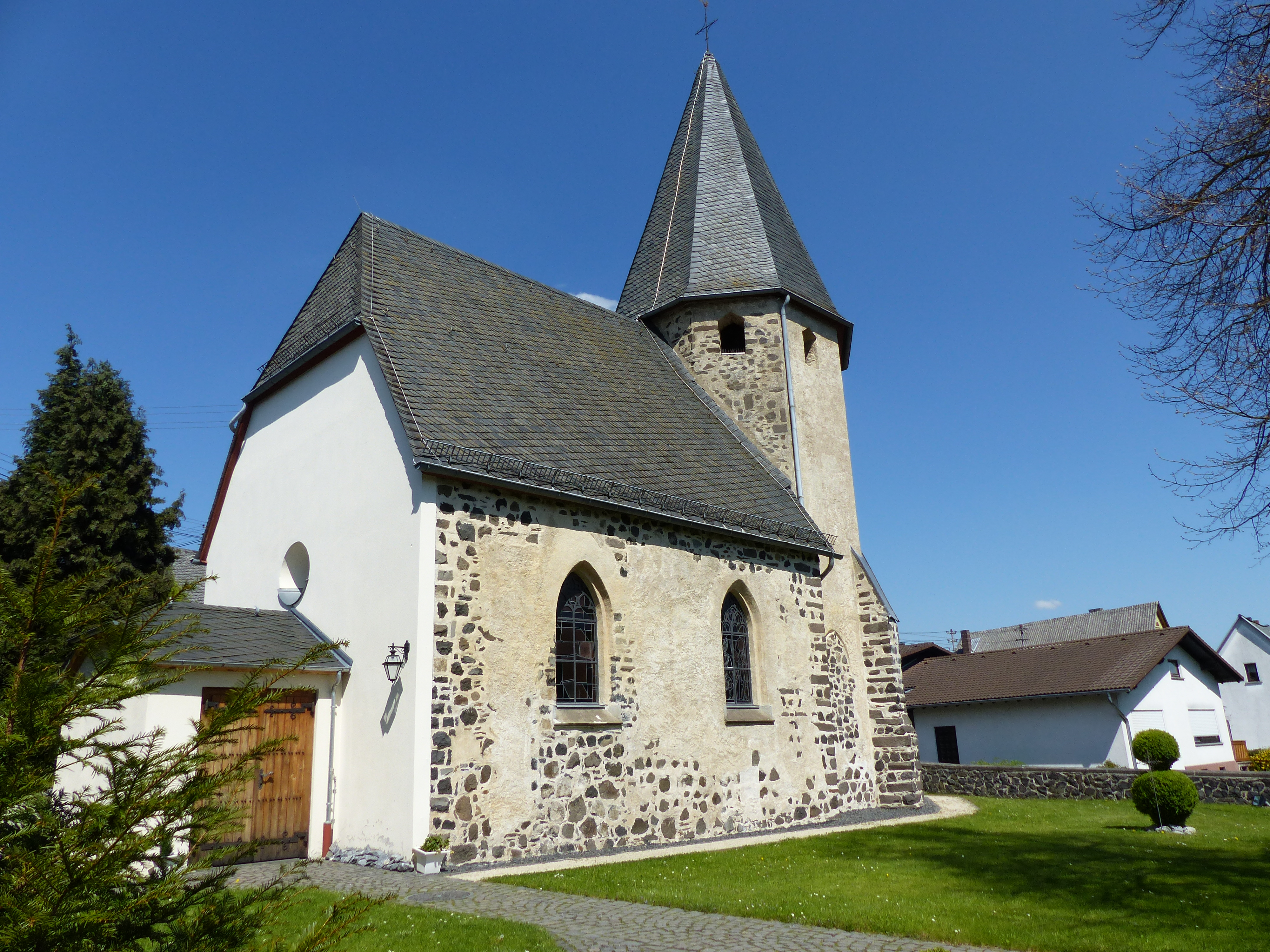